# Rapid Eye Mount Telescope
Le télescope Rapid Eye Mount (abrégé en REM) est un télescope entièrement automatique, d'une ouverture de 60 cm, situé à l'observatoire La Silla à 2 375 mètres d'altitude au bord du désert d'Atacama au Chili. L'objectif du télescope est de capturer les rémanences des sursauts gamma pour permettre une meilleure compréhension de leurs origines qui restent actuellement mal définies. Lorsqu'un satellite, tel que le télescope spatial Swift, détecte un sursaut gamma, un signal est envoyé au REM, avec les coordonnées célestes de l'événement, et il est déclenché pour pointer rapidement vers l'emplacement détecté dans le ciel.     
Il est entièrement exploité depuis 2002 par l'Institut national d'astrophysique, et par un groupe de l'Observatoire de Brera, tous deux situés en Italie. En 2007, grâce au REM, les astronomes ont mesuré pour la première fois la vitesse de la matière issue des sursauts gamma. L'estimation faite grâce à REM est une vitesse extraordinaire, plus de 0,99999 c.    
Le télescope en lui même est un télescope de 0,60 mètre en configuration Ritchey-Chrétien, mis sur une monture en configuration azimutale. Il dispose d'un miroir de 0,60 mètre, d'un miroir secondaire de 23 cm, tous deux construits en Sitall (en). Il est entièrement automatique, géré par l'Observatoire Européen Austral, et est conçu pour observer le ciel dans le proche infrarouge.    

## Projet et disposition

Le tube optique de REM.

Le projet du REM est né début 2002, sa construction fut finie vers juin 2003 et recueille depuis des données sur la contrepartie des sursauts gamma et d'autres sources. C'est aussi un banc d'instrumentation et d'équipement expérimental.
Pendant ses premières années d'observation, REM a été principalement utilisé pour suivre les premières phases de la rémanence optique et infrarouge des sursauts gamma détectés par des satellites dédiés, notamment Swift. L'objectif ambitieux du projet REM était de découvrir les sources astronomiques les plus lointaines jamais observées à ce jour.
Grâce à la surveillance de REM, nous savons aujourd'hui qu'environ la moitié des sursauts gamma observés ne montrent aucune rémanence optique. Au moins pour une partie d'entre eux, car l'absence de rémanence pourrait être que l'absorption Ly-α décharge toute la lumière aux longueurs d'onde optiques parce que les progéniteurs des sursauts explosent dans les galaxies à décalage vers le rouge élevé. L'absorption Ly-α tombe dans la gamme de longueurs d'onde observées REM pour les sources avec un décalage vers le rouge compris entre 8 et 15. Une rafale dans cet intervalle de distance peut être détectée par REM s'il est suffisamment lumineux, dépassant une magnitude apparente de 15,5, un chiffre attendu pour ce genre d'événement si observé sans délai. REM est capable de fournir des positions, à quelques dixièmes de seconde d'arc près, dans une échelle de temps de quelques dizaines de secondes, permettant d'observer la contrepartie peu de temps après son apparition. 
En 2004, REM a observé de nombreux sursauts détectés par INTEGRAL. Malheureusement, dans tous les cas, les événements se sont produits pendant que le télescope était en maintenance. Swift (lancé le 20 novembre 2004) a permis de fournir la plupart des alertes (environ 100 par an) et dans les premiers mois de 2005, plusieurs sursauts ont pu être observés dans un même champ d'observation en moins de 30 secondes. Comme toutes les autres installations robotiques dédiées aux observations des sursauts, pendant une quantité considérable de temps, REM reste inactif dans le sens où il n'a pas de sursaut vers lequel pointer. Au cours de cette phase d'inactivité, REM sert à la communauté scientifique en tant qu'imageur proche infrarouge à pointage rapide, un outil particulièrement adapté à la surveillance multifréquence de sources hautement variables et transitoires comme les supernovas. Parmi les applications évidentes du temps mort de REM, on trouve la surveillance multifréquence des noyaux actifs de galaxies et des étoiles variables. Certains programmes clés d'intérêt pour l'équipe REM ont été identifiés et les travaux préparatoires correspondants ont été lancés. En 2004, REM a été utilisé en association avec le satellite INTEGRAL pour surveiller les candidats pour l'origine de trous noirs galactiques ou de binaires à rayons X de masse faible et élevée, étoiles variables, régions de formation d'étoiles ainsi qu'un suivi de l'activité éruptive et irrégulière des blazars.

## Performances optiques
Le REM est un télescope de type Ritchey-Chrétien en configuration azimutale, abrité par un dôme classique, qui dispose d'un miroir primaire de 60 cm, un miroir secondaire de 23 cm, tous deux construits en Sitall (en). Le télescope a été conçu pour être optimisé pour le haut débit et l'infrarouge. Pour ces raisons, il a un miroir primaire qui possède un rapport focal de f/2.2 et un rapport focal global de f/8, opérant avec une longueur focale de 1,32 mètre, monté dans une monture azimutale fournissant des stations focales Nasmyth stables, adaptées aux mouvements rapides que doit fournir le télescope. Au premier poste focal, un filtre dichroïque a été installé, qui permet de diviser le faisceau d'observation pour alimenter les trois instruments du télescope, REM-IR, ROSS et TORTORA. Grâce à son instrumentation, le télescope dispose d'une fenêtre d'observation allant de 450 à 2 300 nanomètres, d'une résolution angulaire de 1,16 seconde d'arc et il peut observer jusqu'à une magnitude apparente de 15,5, valeur attendue pour une éventuelle contrepartie optique, si elle est observée immédiatement après son apparition.

## Instrumentation

Tube optique et instrumentation du REM.

Le télescope a été conçu pour être un instrument de pointage rapide, et sa taille relativement petite est en fait équilibrée pour un pointage rapide et précis, qui permet de mouvoir à 10 degrés/s. Cette vitesse rend le REM adapté à une réponse immédiate aux alertes aléatoires lancées par les satellites d'observations en orbite. 
Le télescope héberge trois instruments : Rapid Eye Mount Near Infrared Camera, abrégée en REM-IR, est une caméra haute résolution dédiée à de l'imagerie infrarouge. REM-IR est comme le télescope, automatisée, et reçoit des alertes de la part de l'High Energy Transient Explorer, l'INTEGRAL, l'instrument italien AGILE et Swift. Lorsqu'une alerte est reçue, REM-IR effectue une imagerie infrarouge de haute efficacité de la contrepartie optique du sursaut, et, combiné avec le spectrographe du télescope, permet de couvrir simultanément une large gamme de longueurs d'onde, permettant une meilleure compréhension de l'origine des sursauts gamma. En raison des exigences scientifiques et technologiques du projet REM, l'instrument REM-IR est considéré, par la communauté scientifique, comme un imageur et spectrographe sans faille. Les plans de la caméra infrarouge ont été créés par Zerbi et al. début 2002, et furent dévoilés par ces derniers lors d'une conférence faite par l'observatoire de Rome. La caméra a été assemblée dans l'Infrared Laboratories, situé à Tucson, dans l'Arizona, et le Merate Astronomical Observatory (en) envisageait que la caméra puisse faire sa première lumière avant la fin 2002, délai qui a été respecté. Pour observer l'infrarouge, elle utilise un réservoir cryogénique pour refroidir ses instruments et pouvoir observer le rayonnement thermique. Dans le domaine infrarouge de 1 à 2,3 µm, REM-IR peut utiliser une roue à filtres, composé de quatre filtres, z, J, H, et le filtre K, ainsi qu'un autre filtre HII, pour sélectionner le domaine de longueurs d'onde que la caméra doit observer. La température de fonctionnement de la caméra est de 77 kelvins et le train optique est maintenu à une température d'environ 100 à 120 kelvins afin d'économiser le refroidissement. La cryogénie est supportée par une cryo-pompe Stirling-Cycle nécessitant un entretien très faible et un remplissage très rare.
En 2006, une caméra grand champ parallèle au télescope REM, la caméra TORTORA (pour Telescopio Ottimizzato per la Ricerca dei Transienti Ottici RApidi) a été installée. Celle-ci permet d'observer dans un champ de vision de 24 x 32 degrés, à travers un objectif de 120 mm de diamètre. L'instrument a été optimisé pour la photométrie des événements transitoires rapides avec une meilleure résolution que celle qui était précédemment possible . Les deux caméras peuvent observer simultanément grâce à un dichroïque placé devant le télescope, ceci permet de focaliser un même champ de vision de 10 × 10 minutes d'arc. 
Le télescope est également équipé d'un spectrographe optique, désigné REM Optical Imaging Spectrograph, abrégé en ROSS, qui permet de produire une spectroscopie optique des contreparties optiques des sursauts. ROSS est équipé d'un jeu de filtres standard, V, R, et I, ainsi que d'un prisme Amici. Cet instrument dispose aussi d'une roue à filtres d'imagerie classique V, R, I. 
La procédure d'observation de chaque instrument est complètement automatisée et le temps d'observation du télescope est optimisé pour l'observation des cibles programmées (considérées comme importantes), mais la liste est immédiatement dépassée par les alertes envoyées depuis les satellites, puisque le télescope peut observer la nouvelle cible 30 secondes après la notification, et le nombre de cibles observées par jour ne peut pas dépasser un certain seuil.